# José Barraza
José Luis Barraza Henríquez (Barranquilla, 8 de agosto de 1988), conocido en el periodismo deportivo como El Puma Barraza, es un periodista colombiano de béisbol y scout o cazatalentos de las Grandes Ligas de Béisbol para Colombia con Milwaukee Brewers. Fue director de comunicaciones de la Liga Colombiana de Béisbol Profesional.

## Estudios
Graduado del programa de “Dirección y Producción de Radio y TV” en la Universidad Autónoma del Caribe en el año 2010.

## Carrera

### Radio
Luego de su paso como locutor del circuito musical en la FM Madrigal Stereo 88.1, llegó en el año 2010 como productor y locutor de la cadena nacional deportiva Antena 2 Barranquilla de RCN Radio transmitiendo las Grandes Ligas de Béisbol y la Liga Colombiana de Béisbol Profesional durante dos años, además de fútbol colombiano y campeonatos nacionales de boxeo.

### Prensa escrita
José ha escrito para diarios como La Libertad, Habla Deportes y medios digitales como Claro Sports, Las 2 Orillas y Barranquilla Abierta.

### Major League Baseball
Desde el año 2015 trabaja para la MLB (Major League Baseball) como scout para Colombia con Milwaukee Brewers recorriendo los departamentos del Atlántico, Bolívar, Córdoba, Sucre, Valle del Cauca, Antioquía y Cundinamarca, entre otros.

Cubrió para el Major League Baseball Scouting Bureau el showcase internacional de la MLB llevado a cabo en República Dominicana en 2016.

### Liga Colombiana de Béisbol Profesional
Campeón de invierno con la novena Caimanes de Barranquilla en la temporada 2015-2016 como jefe de prensa, fue director de comunicaciones en la Liga Colombiana de Béisbol Profesional, ha participado en prensa de dos Series Latinoamericanas en las ediciones de Nicaragua 2016 y Colombia 2017.

### Televisión
Realizó el documental “Una mirada al guajaro” que participó en el Festival Audiovisual 2008 realizado en la Universidad Autónoma del Caribe y posteriormente fue transmitido por el Canal 23 de la misma alma mater. Fue presentador para Colombia del Clásico Mundial de Béisbol 2017 y es actual comentarista de las transmisiones de Grandes Ligas en el canal Telecaribe. En su carrera como productor ha dirigido dos vídeos musicales para artistas locales en su natal Barranquilla.